# Tragedia di vendetta
La tragedia di vendetta, nota anche come tragedia di giustizia o con le espressioni inglesi revenge tragedy, revenge play o tragedy of blood, è un genere teatrale particolarmente comune nel teatro elisabettiano e giacobita, in cui il protagonista cerca vendetta per un torto reale o immaginario con conseguenze tragiche per quasi tutti i personaggi. La tragedia di vendetta non è un vero genere teatrale di cui i drammaturghi rinascimentali conoscevano l'esistenza, convenzioni ed il loro coinvolgimento in esso, ma un'etichetta critica successiva, coniata da Ashley Horace Thorndike nel 1900.

## Storia
Per quanto molti dei temi caratteristici della tragedia di vendetta fossero già presenti nel Gorboduc di Thomas Norton e Thomas Sackville (1561), la prima vera e propria revenge tragedy viene considerata La tragedia spagnola di Thomas Kyd, rappresentata tra gli anni ottanta e novanta del sedicesimo secolo, probabilmente nel 1589. Allo sviluppo e successo del genere parteciparono i maggiori scrittori teatrali del rinascimento inglese: John Marston (Antonio's Revenge), Thomas Hughes (The Misfortunes of Arthur), George Chapman (Revenge of Bussy d'Ambois), Thomas Dekker (Lust's Dominion), Thomas Middleton (La tragedia del vendicatore, The Bloody Banquet), Christopher Marlowe (L'ebreo di Malta), John Webster (La duchessa di Amalfi), John Ford (Peccato che sia una sgualdrina) e William Shakespeare (Amleto, Tito Andronico).

## Origini e caratteristiche

### L'influenza di Seneca
Le tragedie di Seneca ebbero un ruolo chiave nella nascita e sviluppo del genere, che adottò molte caratteristiche del Seneca tragico. Dopo che nel 1559 Elisabetta I d'Inghilterra proibì opere teatrali di argomento religioso, le compagnie teatrali ed i tragediografi si rivolsero verso il repertorio classico e, dato che i greci erano poco letti e studiati, Seneca era per loro l'unico modello di tragedia classica. Le tragedie di Seneca godettero di un grande successo anche grazie alle traduzioni in inglese effettuate negli anni sessanta del sedicesimo secolo, una tradizione inaugurata nel 1559 da Jasper Heywood con la sua traduzione di Troades, seguita da Tieste (1560) ed Hercules Furens (1561), una tragedia allora ritenuta parte integrante del corpus senecano. Entro la fine degli anni sessanta del secolo quasi tutte le altre tragedie vennero tradotte: Agamennone, Medea, Hercules Oetaues (1566) ed Ippolito (1567) da John Studley, Oedipus da Alexander Neville (1563) ed Ottavia da Thomas Nuce (1566). Nel 1581 Thomas Newton tradusse l'ultima tragedia, Octavia - in seguito riconosciuta come spuria - e pubblicò le dieci traduzioni in inglese nel volume stampato in quarto Seneca his tenne tragedies, translated into Englysh. Il libro ebbe un grande successo e già nel 1589 Thomas Nashe si lamentava per le eccessive imitazioni di "English Seneca read by candelight".
Dalle tragedie di Seneca e, in particolare, da Tieste, i drammaturghi elisabettiani e giacobiti ereditarono e ricavarono convenzioni come l'apparizione di un fantasma, uno spettacolo dentro lo spettacolo (dumb show o play-within-a-play), il cannibalismo e l'abbondante uso di soliloqui. Caratteristiche introdotte nel rinascimento furono invece la presenza di un personaggio chiaramente machiavellico (come Lorenzo nella Tragedia spagnola), la pazzia reale o finta (come in Amleto e Tito Andronico), metodi di assassinio o esecuzioni particolarmente efferati e violente (ne La tragedia del vendicatore l'antagonista viene avvelenato quando bacia le labbra di un teschio, nella Duchessa di Amalfi Giulia muore per aver toccato una Bibbia cosparsa di veleno), la degenerazione di un protagonista un tempo nobile e l'uso di travestimenti e false identità. Verso il termine dell'età giacobita ed il primo periodo carolino le tragedie di vendetta furono caratterizzate anche dall'ambiguità del protagonista, sempre più simile a un cattivo che a un nobile vendicatore, dal fatto che più personaggi cercassero vendetta e da un'attenzione morbosa al sesso, all'incesto, alla necrofilia e allo stupro.